# Chittagong Commonwealth War Cemetery

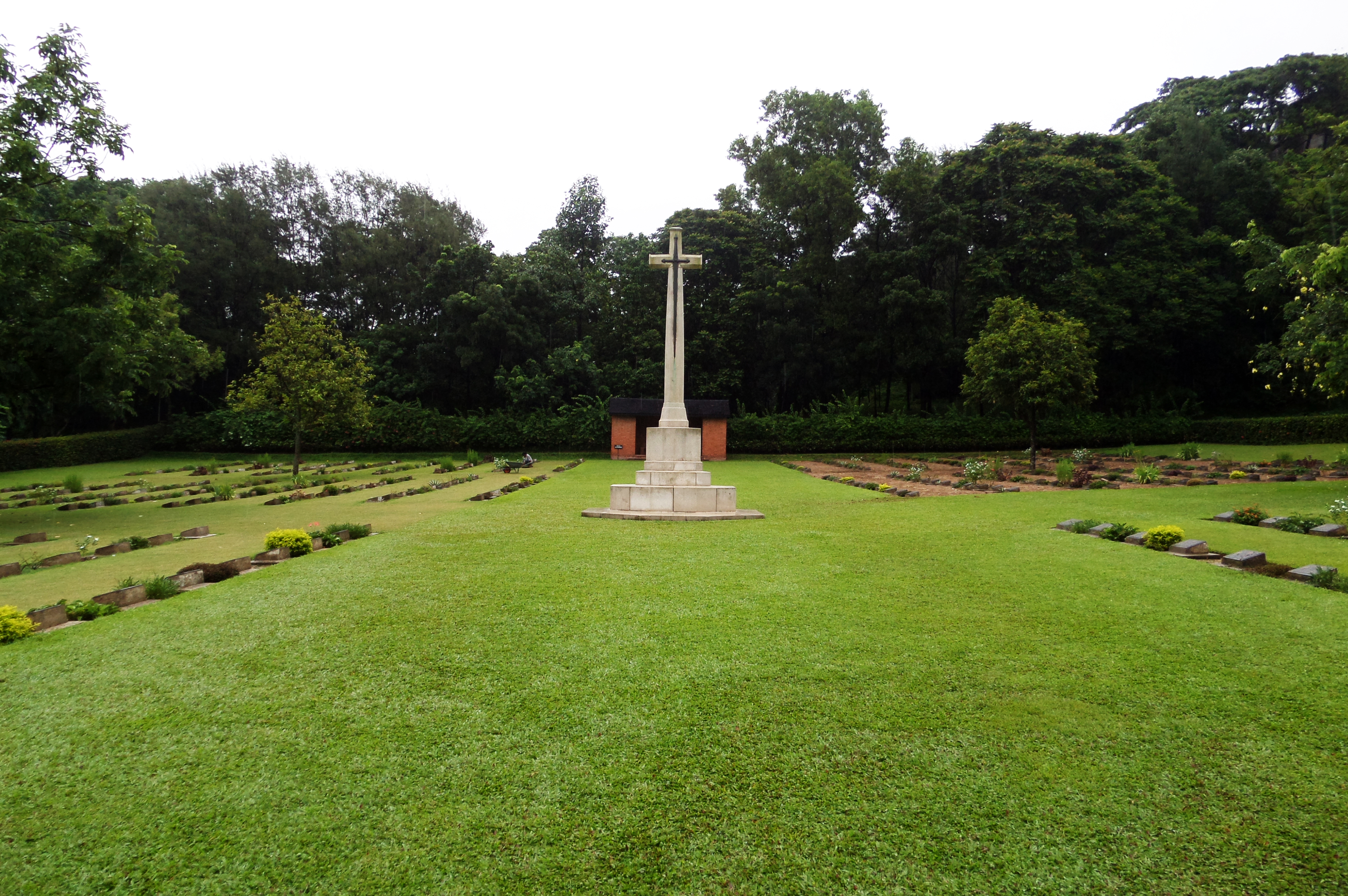
Blick vom Eingang über das Gräberfeld des Chittagong Commonwealth War Cemetery

Der Chittagong Commonwealth War Cemetery ist ein Soldatenfriedhof in Chittagong, der unter der Betreuung der Commonwealth War Graves Commission steht.

## Geschichte
Der Chittagong Commonwealth War Cemetery wurde während des Zweiten Weltkrieges auf dem Gebiet eines ehemaligen Reisfeldes mit ursprünglich rund 400 Gräbern angelegt. Die ältesten Gräber stammen von 1939. Später wurden Gräber von anderen Friedhöfen auf den Chittagong Commonwealth War Cemetery umgebettet, namentlich vom Chittagong Civil Cemetery, dem Chandragona Baptist Mission Cemetery, dem Chiringa Military Cemetery, den Cox’s Bazar New Military und Civil (Muhammadan) Cemeteries, dem Chittagong (Panchalaish) Burial Ground, dem Dacca Military Cemetery, sowie mehreren weiteren Friedhöfen. Einige der Umbettungen stammten von Friedhöfen aus Assam. Heute finden sich auf dem Friedhof über 700 Gräber von Soldaten des Commonwealth, von denen 17 Gräber unbekannter Soldaten sind. Weiterhin sind ein niederländischer Seemann und 19 japanische Soldaten auf dem Gelände beigesetzt. Das ebenfalls auf dem Friedhof befindliche Chittagong Memorial erinnert an die im Krieg auf See verstorbenen Seeleute der indischen Marine sowie der indischen Handelsmarine.

## Anlage

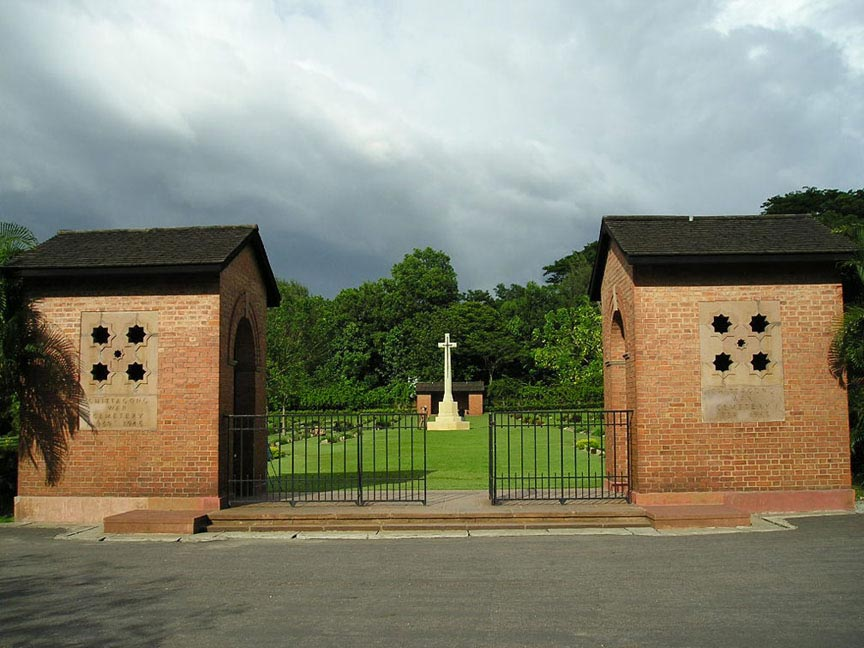
Der Eingang zum Chittagong Commonwealth War Cemetery

Der Eingang des Chittagong Commonwealth War Cemetery erfolgt durch ein Metalltor, das von zwei Gebetshäusern aus Ziegelsteinen flankiert ist. Das Gräberfeld liegt am Fuß eines Hügels und ist am Rand mit einer Mischung von Wildbäumen, Obstbäumen und Zierbäumen bepflanzt.

## Öffentliche Zugänglichkeit
Der Friedhof hat tägliche Öffnungszeiten und ist über den Haupteingang rollstuhlgerecht zugänglich.